# 大奧斯特羅若克
49°42′36″N 28°16′16″E / 49.71000°N 28.27111°E
大奧斯特羅若克（烏克蘭語：Великий Острожок），是烏克蘭的村落，位於該國西南部文尼察州，由赫梅利尼克區負責管轄，始建於1850年，面積3平方公里，海拔高度260米，2001年人口545，人口密度每平方公里181.67人。